# Sinployea pitcairnensis
Sinployea pitcairnensis е вид коремоного от семейство Charopidae. Видът е световно застрашен, със статут Уязвим.

## Разпространение
Разпространен е в Питкерн.